# Tim Gleason
Pour les articles homonymes, voir Gleason.
Tim Gleason (né le 29 janvier 1983 à Clawson, dans l'État du Michigan) est un joueur professionnel américain de hockey sur glace. Il évolue au poste de défenseur.

## Biographie

### Carrière de joueur
Le 11 mars 2003, il est échangé aux Kings de Los Angeles par les Sénateurs d'Ottawa avec de futures considerations en retour de Bryan Smolinski. le 29 septembre 2006, il est échangé aux Hurricanes de la Caroline par les Kings de Los Angeles avec Éric Bélanger en retour de Jack Johnson et de Oleg Tverdovsky. Le 1er janvier 2014, il est échangé aux Maple Leafs de Toronto en retour de John-Michael Liles et de Dennis Robertson. Le 1er juillet 2014, il signe un contrat d'un an avec les Hurricanes de la Caroline. Le 28 février 2015, il est échangé aux Capitals de Washington par les Hurricanes de la Caroline en retour de Jack Hillen et d'un choix de 4e ronde au repêchage de 2015.

### Carrière internationale
Il représente les États-Unis au niveau international.

## Statistiques

### En club
| Saison     | Équipe                    | Ligue      |     | Saison régulière | Saison régulière | Saison régulière | Saison régulière | Saison régulière |   | Séries éliminatoires | Séries éliminatoires | Séries éliminatoires | Séries éliminatoires | Séries éliminatoires |
| Saison     | Équipe                    | Ligue      | PJ  | B                | A                | Pts              | Pun              | PJ               | B | A                    | Pts                  | Pun                  |                      |                      |
| 1999-2000  | Spitfires de Windsor      | LHO        | 55  | 5                | 13               | 18               | 101              | 12               | 2 | 4                    | 6                    | 14                   |                      |                      |
| 2000-2001  | Spitfires de Windsor      | LHO        | 47  | 8                | 28               | 36               | 124              | 9                | 1 | 2                    | 3                    | 23                   |                      |                      |
| 2001-2002  | Spitfires de Windsor      | LHO        | 67  | 17               | 42               | 59               | 109              | 16               | 7 | 13                   | 20                   | 40                   |                      |                      |
| 2002-2003  | Spitfires de Windsor      | LHO        | 45  | 7                | 31               | 38               | 75               | 7                | 5 | 2                    | 7                    | 17                   |                      |                      |
| 2003-2004  | Monarchs de Manchester    | LAH        | 22  | 0                | 8                | 8                | 19               | 6                | 0 | 1                    | 1                    | 4                    |                      |                      |
| 2003-2004  | Kings de Los Angeles      | LNH        | 47  | 0                | 7                | 7                | 21               | -                | - | -                    | -                    | -                    |                      |                      |
| 2004-2005  | Monarchs de Manchester    | LAH        | 67  | 10               | 14               | 24               | 112              | 5                | 0 | 0                    | 0                    | 4                    |                      |                      |
| 2005-2006  | Kings de Los Angeles      | LNH        | 72  | 2                | 19               | 21               | 77               | -                | - | -                    | -                    | -                    |                      |                      |
| 2006-2007  | Hurricanes de la Caroline | LNH        | 57  | 2                | 4                | 6                | 57               | -                | - | -                    | -                    | -                    |                      |                      |
| 2007-2008  | Hurricanes de la Caroline | LNH        | 80  | 3                | 16               | 19               | 84               | -                | - | -                    | -                    | -                    |                      |                      |
| 2008-2009  | Hurricanes de la Caroline | LNH        | 70  | 0                | 12               | 12               | 68               | 18               | 1 | 4                    | 5                    | 32                   |                      |                      |
| 2009-2010  | Hurricanes de la Caroline | LNH        | 61  | 5                | 14               | 19               | 78               | -                | - | -                    | -                    | -                    |                      |                      |
| 2010-2011  | Hurricanes de la Caroline | LNH        | 82  | 2                | 14               | 16               | 85               | -                | - | -                    | -                    | -                    |                      |                      |
| 2011-2012  | Hurricanes de la Caroline | LNH        | 82  | 1                | 17               | 18               | 71               | -                | - | -                    | -                    | -                    |                      |                      |
| 2012-2013  | Hurricanes de la Caroline | LNH        | 42  | 0                | 9                | 9                | 40               | -                | - | -                    | -                    | -                    |                      |                      |
| 2013-2014  | Hurricanes de la Caroline | LNH        | 17  | 0                | 1                | 1                | 10               | -                | - | -                    | -                    | -                    |                      |                      |
| 2013-2014  | Maple Leafs de Toronto    | LNH        | 39  | 1                | 4                | 5                | 55               | -                | - | -                    | -                    | -                    |                      |                      |
| 2014-2015  | Hurricanes de la Caroline | LNH        | 55  | 1                | 6                | 7                | 44               | -                | - | -                    | -                    | -                    |                      |                      |
| 2014-2015  | Capitals de Washington    | LNH        | 17  | 0                | 2                | 2                | 11               | 14               | 0 | 1                    | 1                    | 5                    |                      |                      |
| Totaux LNH | Totaux LNH                | Totaux LNH | 727 | 17               | 125              | 142              | 701              | 32               | 1 | 5                    | 6                    | 37                   |                      |                      |

### En équipe nationale
| Année | Équipe            | Compétition                      |   | PJ | B | A | Pts | Pun               |  | Résultat |
| 2000  | États-Unis U17    | Défi mondial des moins de 17 ans | 6 | 1  | 1 | 2 |     | Quatrième place   |  |          |
| 2001  | États-Unis junior | Championnat du monde junior      | 7 | 0  | 1 | 1 | 2   | Cinquième place   |  |          |
| 2003  | États-Unis junior | Championnat du monde junior      | 1 | 0  | 0 | 0 | 0   | Quatrième place   |  |          |
| 2008  | États-Unis        | Championnat du monde             | 6 | 0  | 1 | 1 | 6   | Sixième place     |  |          |
| 2010  | États-Unis        | Jeux olympiques                  | 6 | 0  | 0 | 0 | 0   | Médaille d'argent |  |          |